# MAZ-T203
MAZ-ETON-T203 e MAZ-203T sono dei filobus prodotti dall'azienda bielorussa MAZ a partire dal 2008. Sono mezzi a pianale ribassato costruiti sulla base del bus MAZ-203. 
I primi filobus hanno installato le apparecchiature elettriche ETON (Bielorussia) e un sistema di controllo ai tiristori ed impulsi. Negli anni successivi, diverse imprese mostrarono interesse per questo modello e acquisirono una licenza per assemblare i loro filobus utilizzando apparecchiature elettriche e un sistema di controllo a transistori IGBT delle società locali EPRO, Chergos (entrambe di San Pietroburgo, Russia) e Informbusiness (Chișinău, Moldavia). 
Sono state prodotti in totale 14 esemplari nel periodo 2008-2009, dopo di che, fino al 2015, la produzione bielorussa si è fermata, mentre è continuata quella da parte delle aziende licenziatario a Vilnius e Mosca.

## Descrizione
Il telaio del filobus MAZ-203T è unificato con quello dell'autobus MAZ-203. La principale differenza è l'assenza della struttura posteriore a torre all'interno della quale sono installati il motore e le sue componenti -detta anche "armadio" o "tomba"- (ad eccezione dell'unica istanza del filobus AKCM-203T, prodotto da Belkommunmaš nel 2008). Come il suo predecessore (MAZ-103T), il filobus MAZ-203T non ha differenze negli interni, ma è completamente a pianale ribassato grazie all'assenza di un gradino nella porta posteriore. Nella parte posteriore, invece dell'albero motore, sono installati quattro posti aggiuntivi. A seconda della configurazione, il filobus può essere dotato di un sistema di guida autonomo e aria condizionata per la cabina di guida e l'abitacolo.

## Produzione

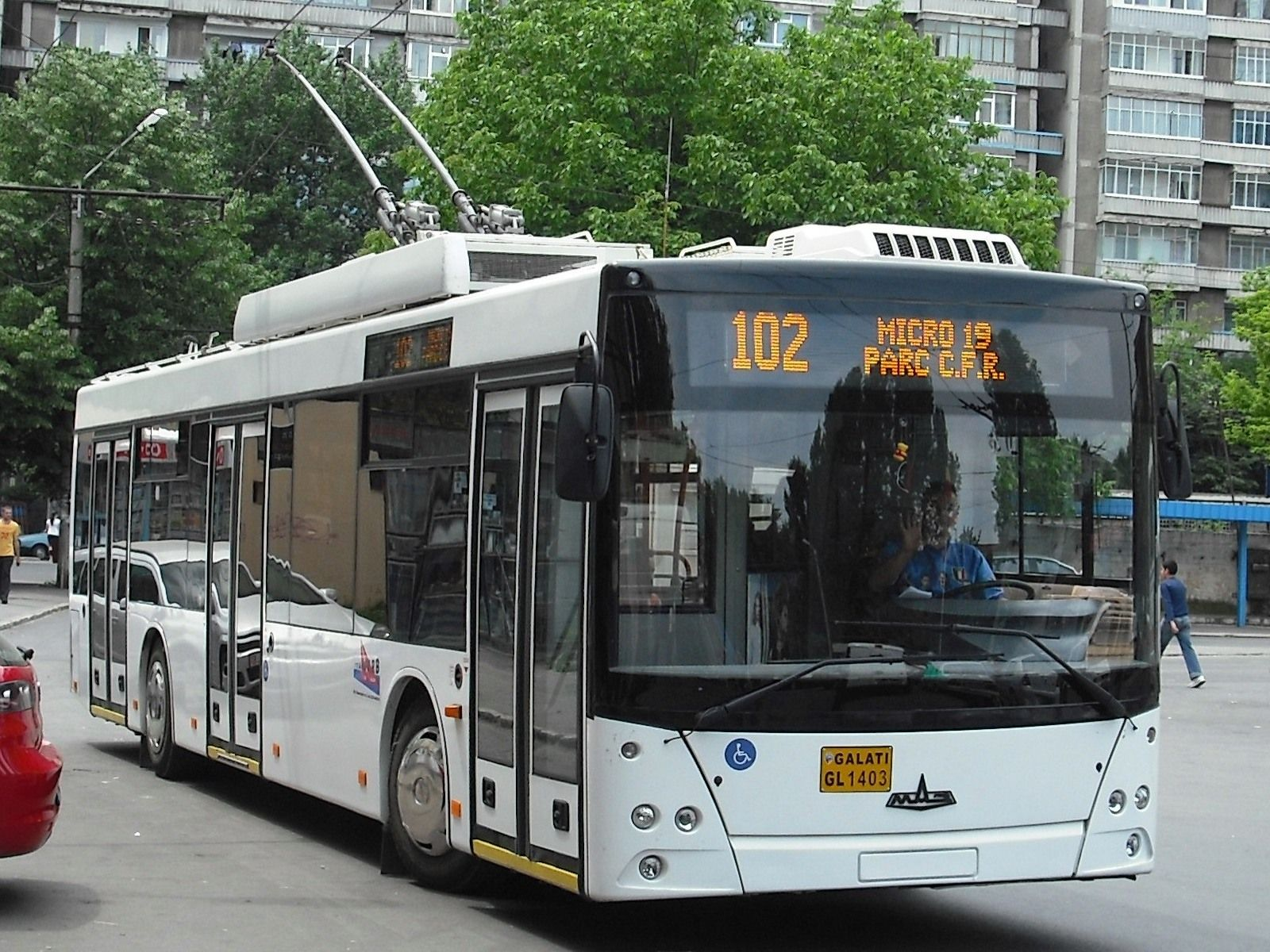
MAZ-ETON-T203 a Galati, Romania

Il primo lotto di dieci filobus MAZ-ETON-T203 è stato spedito nel 2008 a Galați (Romania), due di questi erano già stati radiati nel 2019. Un filobus è stato consegnato a Minsk ed è stato successivamente trasferito a Hrodna.
Nel 2009 un filobus è stato inviato a Babrujsk e Lublino (Polonia). Una copia è stata testata a Sebastopoli e Simferopoli nel 2010, ma non è stata acquistata e di conseguenza è stata inviata a Samara nel 2013.
Nel 2015 un altro filobus di questo modello è stato inviato a Babrujsk. Nel 2017 un filobus è stato testato a Belgrado (Serbia), dopo di che è stato trasferito a Minsk. Nel 2019, la produzione è ripresa. Un lotto di 6 filobus è stato inviato a Hrodna e un altro esemplare a Homel'.
Nel 2020 un lotto di 70 filobus MAZ-203T70 con funzionamento autonomo da 20 km è stato consegnato a Minsk.

## Analoghi
- Amber Vilnis 12 AC (MAZ-ETON-T203 "AMBER") - due copie sono state assemblate in Lituania a Vilnius con il marchio Amber nel 2011.
- AKCM-203T - 1 filobus è stato trasferito a Minsk e poi da Minsk a Hrodna. Produzione di Belkommunmaš nel 2006.
- UTTZ-6241.01 - filobus che si produce a Ufa (Russia) per il mercato russo. Nel 2023 devono essere consegnati 120 veicoli a Novosibirsk e 90 a Penza.

### SVARZ-MAZ-6275
È stato prodotto dallo stabilimento SVARZ di Mosca, Russia dal 2012 al 2017. Sono stati prodotti in totale 55 veicoli. I dati di registrazione a dicembre 2019 sono riportati nella tabella: 

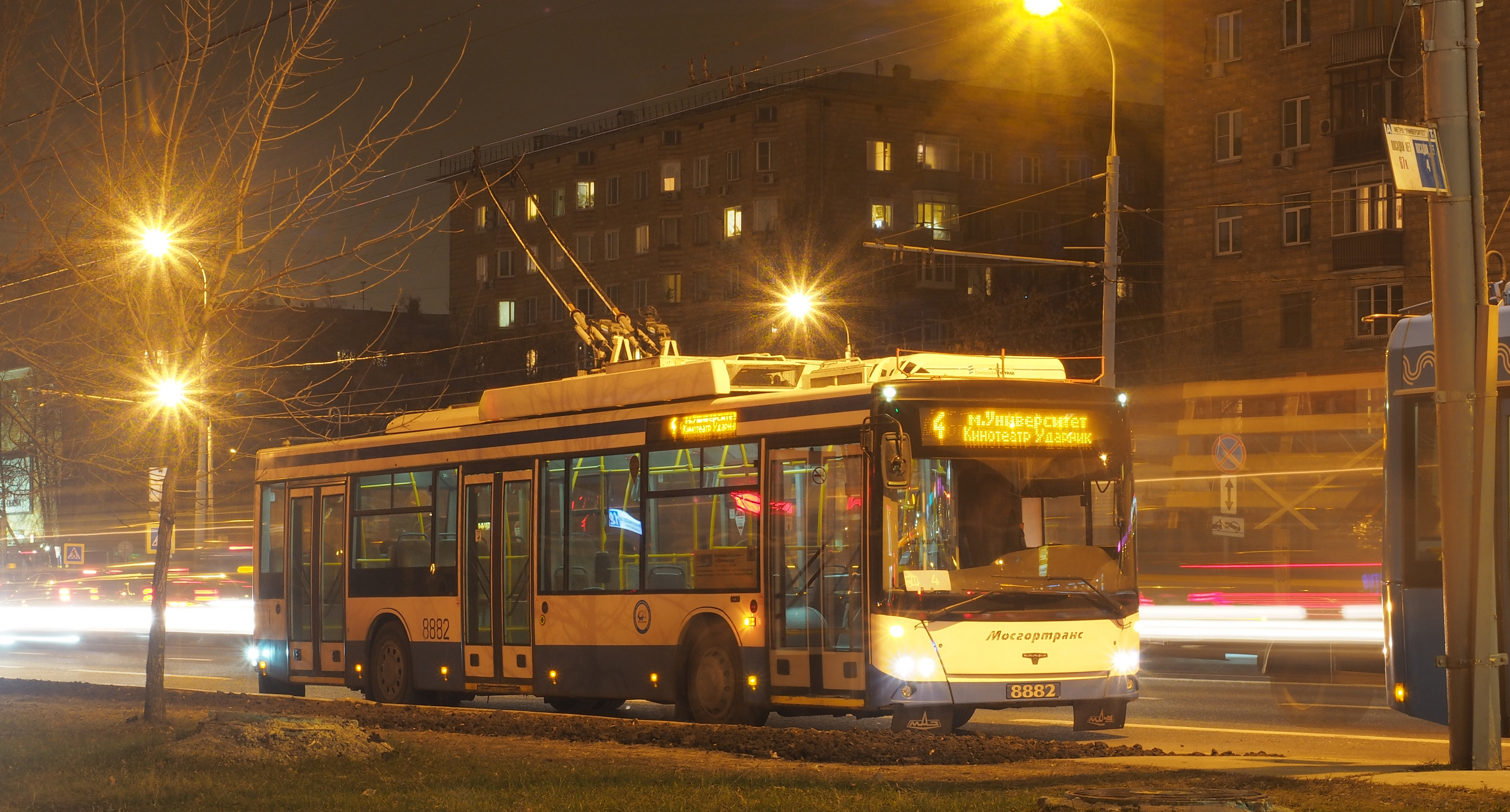
SVARZ-6275 a Mosca

| Città             | Quantità | Anni di rilascio  |
| Mosca             | 1        | 2012              |
| Mosca             | 24       | 2013, 2016 - 2017 |
| Krasnodar         | 16       | 2013              |
| Filobus di Crimea | 14       | 2016              |
| Totale:           | 55       |                   |

### Dnipro-T203
È stato prodotto dallo stabilimento di Dnipro Juzhmaš dal 2017. Sono state prodotte un totale di 114 esemplari, alcuni sono state prodotti nell'esecuzione di un autobus elettrico con ricarica dinamica (un carrello con corsa autonoma aumentata). I dati di registrazione a dicembre 2019 sono riportati nella tabella: 
| Nazione | Città         | Organizzazione operativa                     | Modello     | Anni di fornitura | Quantità |
| ------- | ------------- | -------------------------------------------- | ----------- | ----------------- | -------- |
| Ucraina | Dnipro        | KP "Dnieper Electric Transport" DMR          | Dnipro-T203 | 2017 - 2020       | 44       |
| Ucraina | Kramators'k   | KP Kramators'k Tram-Trolleybus Office (KTTU) | Dnipro-T203 | 2017 - 2019       | 16       |
| Ucraina | Rivne         | KP "Rivnelektroavtotrans" RMP                | Dnipro-T203 | 2017 - 2018       | 15       |
| Ucraina | Kryvyj Rih    | KP "City trolley"                            | Dnipro-T203 | 2019 - 2020       | 36       |
| Ucraina | Kropyvnyc'kyj | KP Elektrotrans                              | Dnipro-T203 | 2018              | 11       |
| Ucraina | Černivci      | KP "Gestione filobus Chernivtsi"             | Dnipro-T203 | 2018 - 2019       | 8        |
| Ucraina | Zaporižžja    | ZKPGE "Zaporoželektrotrans"                  | Dnipro-T203 | 2019              | 5        |
| Ucraina | Bachmut       | KP "Bachmutelektrotrans"                     | Dnipro-T203 | 2019              | 1        |
| Totale: | Totale:       | Totale:                                      | Totale:     | Totale:           | 136      |